# Hesperilla crypsigramma
The Small Dingy Skipper or Wide-brand Sedge-skipper (Hesperilla crypsigramma) là một loài bướm ngày thuộc họ Hesperiidae. Nó được tìm thấy ở New South Wales, Northern Territory và Queensland.
Sải cánh dài khoảng 25 mm.
Ấu trùng ăn various sedges, bao gồm Scleria sphacelata and Scleria mackaviensis.